# Babianen och kråkan

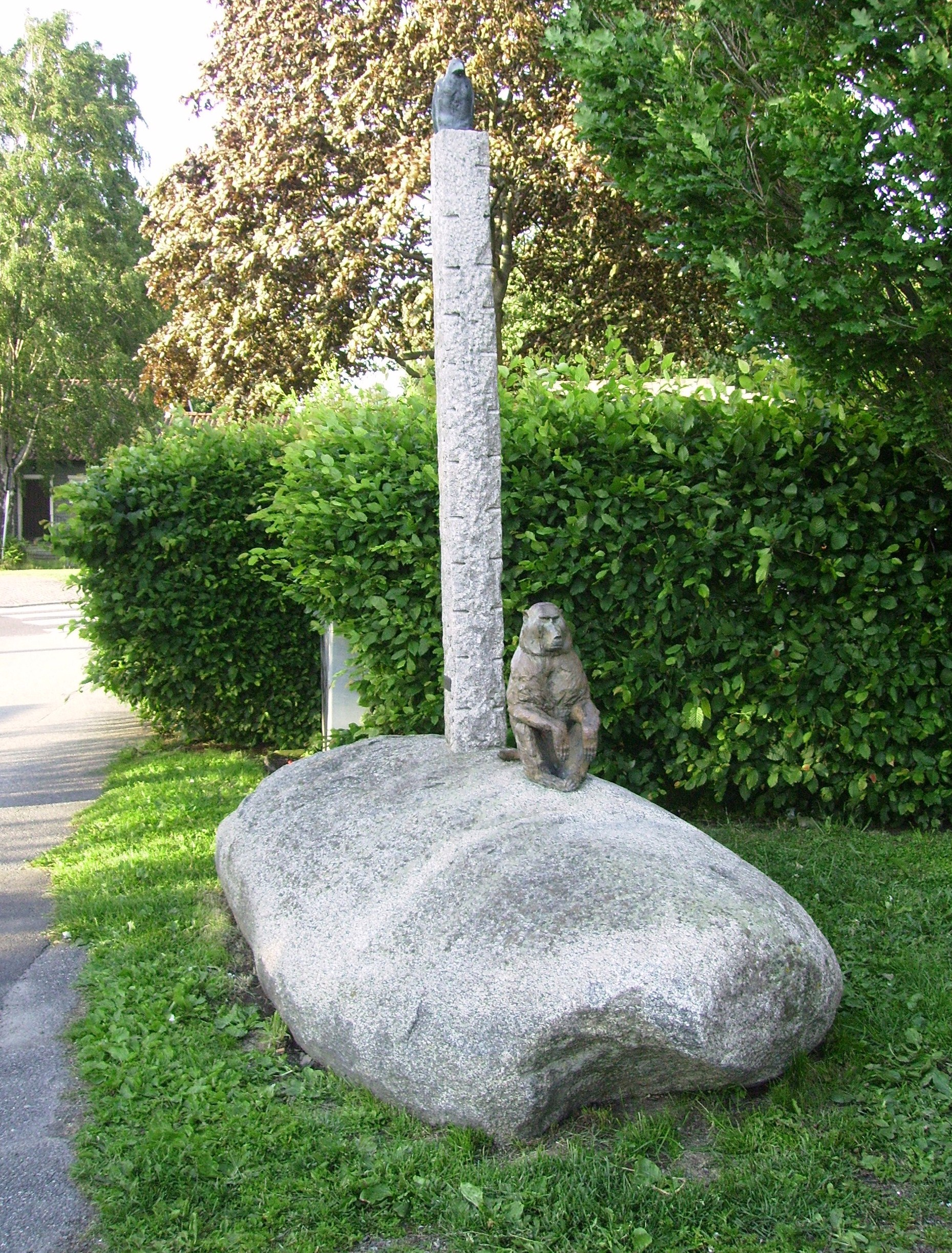
Babianen och kråkan

Babianen och kråkan är en bronsskulptur av Sture Collin vid Syréngatan i Guldheden, nära spårvagnshållplatsen Doktor Fries torg, i Göteborg.
Den föreställer en babian som sitter på en sten och en kråka som sitter på en påle. Skulpturen är rest 1998.